# Joseph-Alfred Foulon
Joseph-Alfred Foulon (ur. 29 kwietnia 1823 w Paryżu, zm. 23 stycznia 1893 w Lyonie) – francuski duchowny katolicki, arcybiskup Lyonu i prymas Galii, kardynał.

## Życiorys
Ukończył seminarium św. Sulpicjusza w Paryżu po czym przyjął święcenia kapłańskie 18 grudnia 1847. Był profesorem literatury i retoryki w Paryżu, a w latach 1861–1867 rektorem niższego seminarium.
27 marca 1867 otrzymał nominację na biskupa Nancy i Toul. Sakry udzielił mu przyszły kardynał Charles Lavigerie, arcybiskup Algieru. W 1882 przeniesiony na stolicę metropolitalną w Besançon. 26 maja 1887 został prymasem Galii i arcybiskupem Lyonu. Funkcję tę pełnił do śmierci. Na konsystorzu z maja 1889 kreowany kardynałem prezbiterem Sant’Eusebio. Pochowany w katedrze lyońskiej.